# Gwijde II van Soissons
Gwijde II van Soissons (overleden in 1057) was van 1042 tot aan zijn dood medegraaf van Soissons.

## Levensloop
Gwijde II was de zoon van graaf Reinoud I van Soissons en diens onbekend gebleven echtgenote, weduwe van graaf Hilduin III van Montdidier.
In 1042 werd hij in een charter van Gaunilo van Marmoutiers voor het eerst vermeld als medegraaf van Soissons. In 1057 stierf Gwijde samen met zijn vader tijdens het Beleg van Soissons. 
Waarschijnlijk bleef hij ongehuwd en kinderloos. Gwijde werd opgevolgd door zijn jongere zus Adelheid en haar echtgenote Willem Busac, zoon van graaf Willem I van Eu.